# Liste des maires de Moncton
Voici une liste des maires successifs de la cité de Moncton, au Nouveau-Brunswick. Elle inclut aussi une liste de maires de l'ancienne municipalité de Lewisville
| Période         | Période         | Identité                  | Étiquette     | Qualité             |
| --------------- | --------------- | ------------------------- | ------------- | ------------------- |
| 7 mars 2025     | en cours        | Paulette Thériault        |               | Mairesse suppléante |
| 10 mai 2016     | 7 mars 2025     | Dawn Arnold               |               | Nommée sénatrice    |
| 2008            | 10 mai 2016     | George H. LeBlanc         |               |                     |
| 2004            | 2008            | Lorne M. Mitton           |               |                     |
| 1998            | 2004            | Brian Murphy              | Parti libéral | Député fédéral      |
| 8 mai 1989      | 1998            | Léopold F. Belliveau      |               |                     |
| Décembre 1988   | 8 mai 1989      | Léopold F. Belliveau      |               | Maire suppléant     |
| Mai 1983        | Décembre 1988   | George S. Rideout         |               |                     |
| Juin 1979       | Mai 1983        | Dennis Cochrane           |               |                     |
| Juin 1974       | Juin 1979       | Gary D. Wheeler           |               |                     |
| Avril 1963      | Juin 1974       | Leonard Jones             |               |                     |
| 1961            | Avril 1963      | Sherwood H. Rideout       |               |                     |
| 1957            | 1960            | Michael M. Baig           |               |                     |
| 1953            | 1956            | Harris A. Joyce           |               |                     |
| 1952            | 1952            | Arthur E. Stone           |               |                     |
| 1950            | 1952            | T. Babbitt Parlee         |               |                     |
| 1949            | 1949            | F. W. Storey              |               |                     |
| 1947            | 1948            | J. E. Murphy              |               |                     |
| 1945            | 1946            | G. F. G. Bridges          |               |                     |
| 1940            | 1944            | F. W. Storey              |               |                     |
| 1937            | 1939            | W. E. McMonagle           |               |                     |
| 1935            | 1936            | Thomas H. King            |               |                     |
| 1931            | 1934            | Charles Blakeney          |               | Éditeur             |
| 1930            | 1930            | C. W. Redmond             |               |                     |
| 1929            | 1929            | Charles Blakeney          |               | Éditeur             |
| 1927            | 1928            | Budd. A. Taylor           |               |                     |
| 1926            | 1926            | Ambrose Wheeler           |               |                     |
| 1922            | 1925            | J. Fred Edgett            |               |                     |
| 1920            | 1921            | A. Cavour Chapman         |               |                     |
| 1919            | 1919            | Hanford Price             |               |                     |
| 1918            | 1918            | John B. Toombs            |               |                     |
| 1917            | 1917            | J. E. Masters             |               |                     |
| 1915            | 1916            | L. Wesley McAnn           |               |                     |
| 1913            | 1914            | William K. Gross          |               |                     |
| 1912            | 1912            | F. C. Robinson            |               |                     |
| 1910            | 1911            | Albert Reily              |               | Avocat              |
| 1909            | 1909            | G. B. Willett             |               |                     |
| 1908            | 1908            | Dr C. T. Purdy            |               |                     |
| 1907            | 1907            | Dr F. J. White            |               |                     |
| 1906            | 1906            | Edward O. Steeves         |               |                     |
| Juillet 1904    | 1905            | James T. Ryan             |               |                     |
| 1904            | 30 juin 1904    | J. S. Magee               |               |                     |
| 1902            | 1903            | F. W. Givan               |               |                     |
| 1901            | 1901            | Harvey Atkinson           |               |                     |
| 1900            | 1900            | Frederic Sumner           |               | Marchand d'outils   |
| 1899            | 1899            | H. H. Ayer                |               |                     |
| 1898            | 1898            | E. C. Cole                |               |                     |
| 1897            | 1897            | Clifford William Robinson |               | Député provincial   |
| 1896            | 1896            | A. C. Chapman             |               | Marchand            |
| 1895            | 1895            | H. A. Whitney             |               |                     |
| 10 octobre 1892 | 1894            | Frederic Sumner           |               | Marchand d'outils   |
| 1892            | 10 octobre 1892 | James Snow                |               |                     |
| Mars 1890       | 1891            | Frederic Sumner           |               | Marchand d'outils   |
| 1887            | 1889            | John McKenzie             |               |                     |
| 1886            | 1886            | D. A. Duffy               |               |                     |
| 1883            | 1885            | H. T. Stevens             |               |                     |
|                 |                 | Charte municipale abrogée |               |                     |
| Mars 1862       | 1862            | Bliss Botsford            |               | Avocat              |
| 1861            | 1861            | Joseph Crandall           |               |                     |
| 1860            | 1860            | James Steadman            |               |                     |
| 1859            | 1859            | Oliver Jones              |               | Hommes d'affaires   |
| Mai 1858        | 1858            | Jacob Wortman             |               |                     |
| Mai 1858        | 1858            | James Johnson             |               |                     |
| Mai 1855        | 1857            | Joseph Salter             |               |                     |

| Période                                  | Période | Identité        | Étiquette | Qualité |
| ---------------------------------------- | ------- | --------------- | --------- | ------- |
| 1969                                     | 1973    | Norman Crossman |           |         |
| Les données manquantes sont à compléter. |         |                 |           |         |